# Carrier sense multiple access with collision detection
CSMA/CD är en förkortning för Carrier Sense Multiple Access/Collision Detection och är en accessmetod för att flera parter skall kunna sända information samtidigt på samma fysiska medium, exempelvis en kabel eller radiolänk.
Om kollision uppstår mellan två ramar säger protokollet att enheten skall avsluta sändningen, sända en felsignal i stället för checksumma, och vänta en tid enligt en slumptalsalgoritm innan den försöker sända igen. För att detta ska fungera, krävs en viss minimilängd på de meddelandepaket som sänds över (minst 512 bitar), annars kanske sändaren av korta paket inte upptäcker kollisionen innan paketet sänts i sin helhet.